# Большой успех Демиса Руссоса
«Большой успех Демиса Руссоса» (или просто «Большой успех») — сборник греческого певца Демиса Руссоса, выпущенный в 1979 году фирмой «Мелодия» в двух частях.

## Об альбоме
В 1979 году во Франции вышел двойной альбом-компиляция Руссоса Grands succès, который компания Philips выпустила в рамках серии Succès en 2 disques. Альбом состоял из двух дисков по десять песен на каждом и включал такие хиты как «We Shall Dance», «Someday, Somewhere», «My Reason», «Forever and Ever», «My Only Fascination» и «From Souvenirs to Souvenirs». Он получил золотой статус в стране за 100 тысяч копий.
Из-за популярности певца в Советском Союзе «Мелодия» лицензировала и выпустила этот сборник в том же 1979 году, сохранив порядок треков и даже серийное оформление, лишь разделив альбом на две отдельные виниловые пластинки. Также фирма выпустила сборник на компакт-кассетах под названием «Демис Руссос», однако там содержалось всего четырнадцать треков и была другая обложка. После выпуска сборник стал бестселлером и практически сразу — «дефицитом». Совокупный тираж обеих частей превысил 240 копий. По итогам 1979 года «Большой успех» занял семнадцатое место в хит-параде «Звуковая дорожка», в 1980 году стал шестым, в 1981 году — девятым.

## Отзывы
Вячеслав Осокин, написавший сопроводительную рецензию к советскому изданию, отметил, что представленные песни достаточно полно отображают творческую индивидуальность и талант Руссоса, имя которого, бесспорно, занимает одно из ведущих мест среди исполнителей современной поп-музыки.
В 2014 году радиостанция «Серебряный дождь» включила альбом в рейтинг «50 культовых пластинок фирмы „Мелодия“», заявив, что в 1979 году в Советском Союзе пластинка «Большой успех Демиса Руссоса» была самым модным подарком, и каждая советская барышня мечтала иметь заветный винил, а название пластинки — полностью соответствовало положению вещей, поскольку популярность певица в Союзе была феноменальной.

## Список композиций

### 1-я пластинка
| №                   | Название                                | Автор(ы)                                        | Длительность |
| ------------------- | --------------------------------------- | ----------------------------------------------- | ------------ |
| 1.                  | «Когда-то, где-то» (Someday, Somewhere) | Алек Р. Констандинос, Стелиос Влавианос         | 3:00         |
| 2.                  | «Навсегда, навсегда» (Forever and Ever) | Алек Р. Констандинос, Стелиос Влавианос         | 3:42         |
| 3.                  | «Бархатные утра» (Velvet Mornings)      | Алек Р. Констандинос, Стелиос Влавианос         | 3:38         |
| 4.                  | «Без тебя» (Without You)                | Стаматис Спанудакис                             | 1:58         |
| 5.                  | «Моя причина» (My Reason)               | Гомер Бэнкс, Гаррис Чалкитис, Стелиос Влавианос | 4:03         |
| Общая длительность: | Общая длительность:                     | Общая длительность:                             | 16:21        |

| №                   | Название                                                   | Автор(ы)                                | Длительность |
| ------------------- | ---------------------------------------------------------- | --------------------------------------- | ------------ |
| 1.                  | «Мое единственное очарование» (My Only Fascination)        | Алек Р. Констандинос, Стелиос Влавианос | 3:40         |
| 2.                  | «Тени» (Shadows)                                           | Алек Р. Констандинос, Стелиос Влавианос | 3:40         |
| 3.                  | «Прошли хорошие дни» (Good Days Have Gone)                 | Борис Бергман, Аргирис Кулурис          | 3:43         |
| 4.                  | «Конец строки» (End of Line)                               | Борис Бергман, Аргирис Кулурис          | 2:10         |
| 5.                  | «Прощай, любовь моя, прощай» (Good Bye, My Love, Good Bye) | Джек Ллойд, Клаус Мунро, Марио Панас    | 3:56         |
| Общая длительность: | Общая длительность:                                        | Общая длительность:                     | 17:09        |

### 2-я пластинка
| №                   | Название                                     | Автор(ы)                                          | Длительность |
| ------------------- | -------------------------------------------- | ------------------------------------------------- | ------------ |
| 1.                  | «Будем танцевать» (We Shall Dance)           | Артемиос Руссос, Борис Бергман                    | 3:33         |
| 2.                  | «Нет выхода» (No Way Out)                    | Борис Бергман, Гаррис Чалкитис, Стелиос Влавианос | 3:10         |
| 3.                  | «Скажи, что любишь меня» (Say You Love Me)   | Алек Р. Констандинос, Стелиос Влавианос           | 2:55         |
| 4.                  | «Пусть это буду я» (Let It Be Me)            | Жильбер Беко, Майкл Кёртис, Пьер Деланоэ          | 3:20         |
| 5.                  | «Звёздный художник» (Le peintre des etoiles) | Борис Бергман, Сесиль Обри, Стелиос Влавианос     | 2:28         |
| Общая длительность: | Общая длительность:                          | Общая длительность:                               | 15:26        |

| №                   | Название                                               | Автор(ы)                                          | Длительность |
| ------------------- | ------------------------------------------------------ | ------------------------------------------------- | ------------ |
| 1.                  | «Когда я малыш» (When I Am a Kid)                      | Борис Бергман, Гаррис Чалкитис, Стелиос Влавианос | 3:17         |
| 2.                  | «Друг мой ветер» (My Friend the Wind)                  | Алек Р. Констандинос, Стелиос Влавианос           | 3:42         |
| 3.                  | «Повелитель мух» (Lord of the Flies)                   | Борис Бергман, Жан-Пьер Пуре                      | 4:23         |
| 4.                  | «Ребекка» (Rebecca)                                    | Борис Бергман, Гаррис Чалкитис, Стелиос Влавианос | 3:45         |
| 5.                  | «От сувенира к сувениру» (From Souvenirs to Souvenirs) | Алек Р. Констандинос, Стелиос Влавианос           | 2:01         |
| Общая длительность: | Общая длительность:                                    | Общая длительность:                               | 17:08        |